# Högre latinläroverket
Högre latinläroverket eller Gamla Latin  är en äldre skolbyggnad och det kvarter där byggnaden ligger vid Hvitfeldtsplatsen 6 i Göteborg. Skolbyggnaden användes för föregångarna till Hvitfeldtska gymnasiet till dess nya skolbyggnad stod klar 1919. Skolans namn när den inrymdes i denna byggnad var Göteborgs Högre Elementar-Läroverk (1850), Göteborgs högre allmänna läroverk (1878) och Högre latinläroverket (från 1882).

## Byggnader
Läroverket hade sina första lokaler (1648) i en träbyggnad på Domkyrkoplan i hörnet av Västra Hamngatan och Kungsgatan. På samma tomt uppfördes ett tvåvåningshus i sten och först 1826 flyttade verksamheten in i andra lokaler vid Västra Hamngatan 15. Även dessa lokaler ansågs snart otillräckliga, varför ett nytt hus i kvarteret 29, Gamla Latin vid Hvitfeldtsplatsen 6, invigdes den 23 september 1862 klockan 12 av biskop Gustaf Daniel Björck. År 1919 stod det nuvarande "Hvitfeldtska" i Lorensbergsstaden klart.
Huset vid Hvitfeldtsplatsen uppfördes 1857–1862 och ritades av stadsarkitekten Hans Jacob Strömberg i en nyromansk stil med stora rundbågade fönster, lisener och friser med rundbågemotiv. Innanför de stora fönstren i mittpartiet placerades trapphallen och samlingssalen. Ursprungligen fanns också ett par låga, krenelerade torn på huvudfasadens mittparti, vilka rivits. Vid sekelskiftet restaurerades samlingssalen, och samtidigt sattes Carl Larssons väggmålning "Ute blåser sommarvind" upp, som skänkts av "Föreningen för Göteborgs skolors prydande med konstverk". Läroverkets gamla lokaler övertogs då av folkskolan och användes bland annat av Praktiska mellanskolan och Folkskolans förvaltning. På 1970-talet flyttade socialförvaltningens byrå nr 9 in. Skolbyggnaden var rivningshotad på 1950-talet, då en plan för kvarteret fastställdes som innebar rivning av skolan samt nybyggnad av ett stort kommunalt förvaltningskomplex. En rivning av huvudbyggnaden diskuterades även i början av 1980-talet, då den på nytt räddades och har därefter grundförstärkts. Byggnadens taxeringsvärde 1889 var 235 000 kronor.
Lokalerna används sedan 1 september 2006 av Göteborgs universitet och utgör en del av Pedagogen, den utbildningsvetenskapliga fakultetens lokaler som även innefattar Gegerfeltska villan, Sociala Huset samt ett nybygge från 2006 som ligger mellan dessa byggnader.
I husets källare finns sedan 1978 jazzklubben Nefertiti som drivs av Föreningen Jazz i Göteborg. De övertog lokalerna från sin företrädare Jazz Artdur.